# عنکبوت (سوره)
سوره عنکبوت سوره ۲۹ از قرآن است و ۶۹ آیه دارد. همانند دیگر سوره‌های مکی، این سوره سخن از مبدأ و معاد، سرگذشت پیامبران پیشین و پیروزی لشکر حق بر باطل دارد. نامگذاری این سوره به دلیل تشبیه به کار رفته در آیهٔ ۴۱ این سوره است که در آن بت‌پرستانی که بر غیرخدا تکیه می‌کنند به عنکبوت تشبیه شده‌اند که خانه‌اش سست است. یازده آیهٔ آغازین این سوره در مورد منافقین و جهاد است که باعث شده برخی آن‌ها را مدنی بدانند.
از مهم‌ترین نکات این سوره این است که منظور خداوند از ایمان تنها اقرار زبانی نیست، بلکه غرض حقیقت ایمان است که فتنه‌ها و تندبادها نیز نتوانند آن را دگرگون ساخته بلکه باعث پابرجاتر شدن و ریشه دار تر شدن آن نیز شود.

## ارجاعات
1. ↑  مکارم شیرازی، ناصر؛ جمعی از نویسندگان (۱۳۷۴). تفسیر نمونه. ج. ۱۶. دارالکتب الاسلامیه. ص. ص ۱۹۸–۱۹۹سوره عنکبوت، مقدمه
2. ↑  ترجمه تفسیر المیزان ۱۳۷۴، ص. ۱۴۵.

- طباطبائی (۱۳۷۴). ترجمه تفسیر المیزان (به فارسی). ترجمهٔ سید محمد باقر موسوی همدانی. قم: دفتر انتشارات اسلامی.